# Giro del Veneto - Coppa Placci 2012
Il Giro del Veneto 2012, conosciuto anche con il nome di Giro del Veneto-Coppa Placci, ottantatreesima edizione della corsa e valida come evento dell'UCI Europe Tour 2012 categoria 1.1, si svolse il 25 agosto 2012 su un percorso di 233 km. La vittoria fu appannaggio dell'italiano Oscar Gatto, che completò il percorso in 5h22'10", precedendo il colombiano Juan Pablo Valencia e il connazionale Emanuele Sella.
Al traguardo 93 ciclisti portarono a termine il percorso.

## Ordine d'arrivo (Top 10)
| Pos. | Corridore           | Squadra        | Tempo    |
| ---- | ------------------- | -------------- | -------- |
| 1    | Oscar Gatto         | Farnese Vini   | 5h22'10" |
| 2    | Juan Pablo Valencia | Colombia       | s.t.     |
| 3    | Emanuele Sella      | Androni Gioc.  | s.t.     |
| 4    | Francesco Reda      | Acqua & Sap.   | s.t.     |
| 5    | Gabriele Bosisio    | Utensilnord    | s.t.     |
| 6    | Simone Stortoni     | Lampre-ISD     | s.t.     |
| 7    | Péter Kusztor       | Atlas Personal | s.t.     |
| 8    | Aleksandr Šušemoin  | Astana Cont.   | s.t.     |
| 9    | Luca Dodi           | Team Idea      | a 30"    |
| 10   | Gianluca Maggiore   | Utensilnord    | a 1'33"  |